# Абамелик-Лазарев, Семён Давыдович
Князь Семён Давыдович Абамелик-Лазарев  (15 (27) октября 1815 — 25 апреля (7 мая) 1888) — русский генерал-майор, художник.

## Биография
Происходил из княжеского рода Абамелик. Родился 15 (27) октября 1815 года — сын генерал-майора императорской армии князя Давида Семёновича Абамелика (1774—1833), от его брака с Марфой Екимовной Лазаревой (1788—1844).
С 1830 года воспитывался в Школе гвардейских подпрапорщиков, и 6 декабря 1835 года произведён в корнеты лейб-гвардии Гусарского полка. 3 апреля 1849 года пожалован чином полковника. Из полковников в 1859 году князь Абамелик вышел в отставку генерал-майором. С 1862 года он был главным распорядителем имений и заводов тестя и жены. Абамелик-Лазарев получил от Академии художеств звание художника исторической и портретной живописи (1865). В 1871 году, после смерти отца, его жена выкупила у своих сестёр их доли наследства, став полной владелицей всех заводов, рудников, соляных промыслов, а также 830 тысяч десятин земли в Пермской губернии и имений в Вятской, Подольской и Волынской губерниях. Князь С. Д. Абамелик, внедрив технические новшества на Чёрмозском, Полазненском, Хохловском и Кизеловском заводах существенно увеличил выпуск продукции.
После кончины тестя, последнего представителя фамилии Лазаревых в мужском колене, князь Семён Давыдович Абамелик в декабре 1871 года был утверждён в звании почётного попечителя Лазаревского института восточных языков. А 16 января 1873 года, по прошению жены, Высочайше утверждённым мнением Государственного совета отставному генерал-майору князю Семёну Давыдовичу Абамелику дозволено принять фамилию тестя его, действительного тайного советника Христофора Екимовича Лазарева, и именоваться впредь, потомственно, князем Абамелик-Лазаревым.
Он весьма успешно занимался живописью; за картину «Св. Стефан Пермский» и копии с картин Карла Брюллова и Жана-Батиста Грёза был удостоен Академией художеств звания художника. Абамелик писал портреты, выполнял также исторические картины и церковную живопись для храмов в своих имениях. Н. С. Лесков в рассказе «Таинственные предвестия» отметил, что в высших столичных кругах князь Абамелек назывался — «Зосима и Савватий». Почётный мировой судья Крапивенского уезда Тульской губернии.
Похоронен в Воскресенской церкви на Армянском кладбище в Санкт-Петербурге.

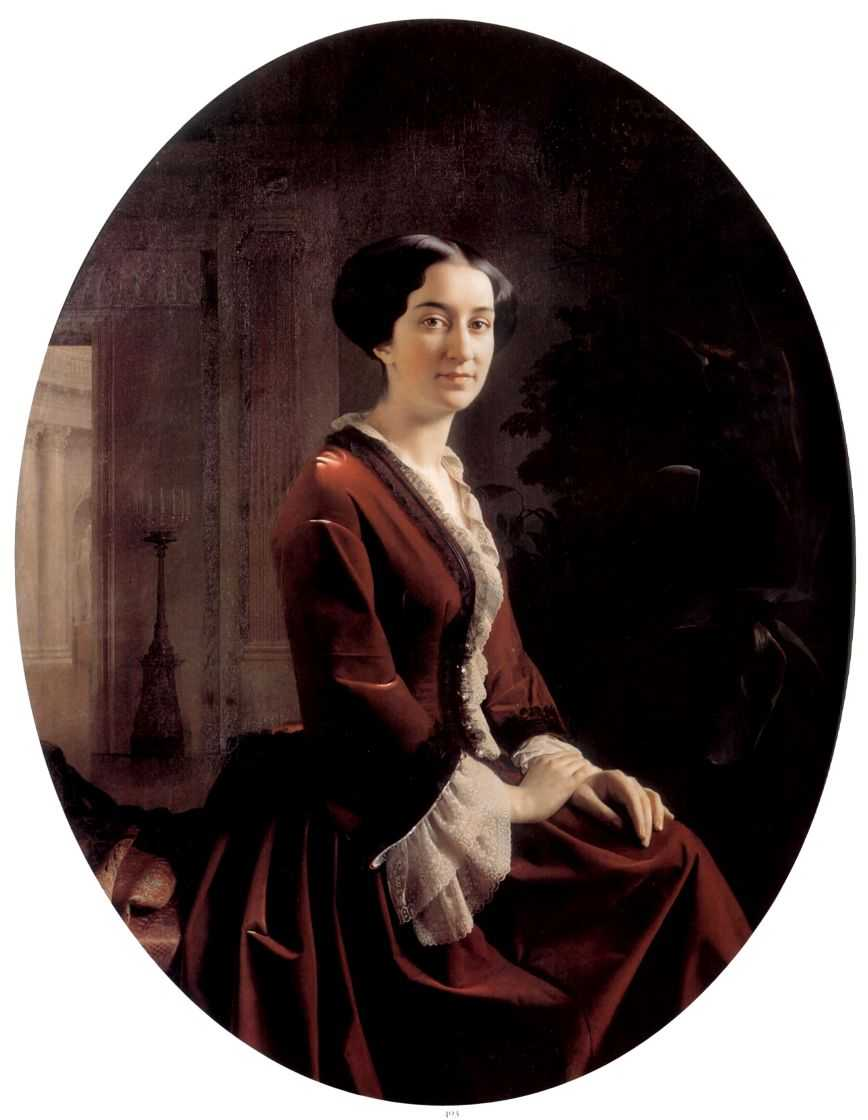
Елизавета Христофоровна на портрете С. К. Зарянко (1854)

## Семья
Жена — Елизавета Христофоровна Лазарева (1832—1904), третья дочь Христофора Екимовича Лазарева от брака с Екатериной Эммануиловной Манук-Бей. Приходилась мужу двоюродной сестрой, поэтому на брак было дано особое разрешение армянского архиепископа. Дети:
- Семён (1853—1855)
- Екатерина (20.08.1856—1927), в первом браке была (1879) за камергером князем Сергеем Борисовичем Мещерским (4.11.1852—после 1916), разведены; во втором браке за Алексеем Васильевичем Олсуфьевым (1859—1911).
- Семён (1857—1916), крупный промышленник.
- Елена (1859—1929), вышла замуж (1882) за князя Георгия Петровича Гагарина (1852—1915), брак был бездетный.
- Елизавета (1866—1934), фрейлина (1889), вышла замуж (1893) за графа Андрея Алексеевича Олсуфьева (1870—1933).

## Награды
- орден Св. Анны 2-й ст. (6.12.1848);
- орден Св. Владимира 4-й ст. (1852);
- Знак отличия беспорочной службы за XV лет (1854).
- орден Св. Станислава 2-й ст. с императорской короной (1856);